# سابولش كانتا
سابولش كانتا (بالمجرية: Kanta Szabolcs)‏ هو لاعب كرة قدم مجري في مركز الوسط، ولد في 29 يناير 1982 في آيكا في المجر. شارك مع منتخب المجر تحت 17 سنة لكرة القدم. أما مع النوادي، فقد لعب مع نادي بودابست.